# Because the Night
Because the Night – ballada rockowa napisana przez Bruce’a Springsteena i Patti Smith. Pierwotnie nagrana została przez Patti Smith w 1977 roku, której wersja znalazła się na czwartym singlu artystki. Materiał rejestrowany był w nowojorskim studiu nagraniowym Record Plant.

## Lista utworów
1. „Because the Night” (Smith, Bruce Springsteen) – 3:32
2. „Godspeed” (Smith, Kral) – 6:09

## Skład
- Patti Smith – wokal
- Lenny Kaye – gitara
- Jay Dee Daugherty – perkusja
- Ivan Kral – gitara basowa
- Bruce Brody – instrumenty klawiszowe

## Wersja 10,000 Maniacs
Akustyczna wersja nagrana została przez 10,000 Maniacs w 1993 podczas występu formacji na MTV Unplugged. Piosenka znalazła się później na ich albumie MTV Unplugged. Słowa tej aranżacji różnią się kilkoma szczegółami. Utwór był często odtwarzany w amerykańskich rozgłośniach radiowych, co przyczyniło się do dotarcia singla „Because the Night” do pozycji 11. na liście Billboard Hot 100.

### Lista utworów
CD single (USA, 1993)
1. „Because the Night” (live version) 3:28
2. „Stockton Gala Days” (live version) 5:25

### Listy przebojów
| Lista (1993)      | Pozycja |
| ----------------- | ------- |
| RPM100            | 10      |
| Singles Top 75    | 65      |
| Billboard Hot 100 | 11      |